# Planșa
Planșa este un film românesc din 2013 regizat de Andrei Gheorghe. Rolurile principale au fost interpretate de actorii Olimpia Melinte, Silvian Vâlcu, Marian Adochiței.

## Distribuție
Distribuția filmului este alcătuită din:
- Olimpia Melinte – Anda
- Silvian Vâlcu – Alex
- Marian Adochiței⁠(d) – Mircea
- Horia Gheorghe

## Primire
Filmul a fost vizionat de 372 de spectatori în cinematografele din România, după cum atestă o situație a numărului de spectatori înregistrat de filmele românești de la data premierei și până la data de 31 decembrie 2014 alcătuită de Centrul Național al Cinematografiei.